# خاوی پوادو
خاوی پوادو (انگلیسی: Javi Puado؛ زادهٔ ۲۵ مهٔ ۱۹۹۸) بازیکن فوتبال اهل اسپانیا است.
از باشگاه‌هایی که در آن بازی کرده‌است می‌توان به باشگاه فوتبال اسپانیول اشاره کرد.
وی همچنین در تیم‌های ملی فوتبال زیر ۲۰ سال اسپانیا، زیر ۲۱ سال اسپانیا، زیر ۲۳ سال اسپانیا، اسپانیا، و کاتالونیا بازی کرده‌است.